# ブロード・エクスチェンジ・ビルディング
ブロード・エクスチェンジ・ビルディング（英語: Broad Exchange Building）は、ニューヨーク州マンハッタン、フィナンシャル・ディストリクトにある25 ブロード・ストリートに位置する。

## 歴史
建物は、1900年、ペイン・ウェバーを含む金融会社の職場をつくるために建設された。建物は、1909年、USD$3.5mのため、再度抵当に入れられた。
1997年には、建物が一新し、347の高級アパートとなった。2005年、USD$200mで購入された。これに続いて、建物の一部の、歴史建造物の指定の取り消しについて、交渉がなされた。